# Biton velox
Biton velox es una especie de arácnido  del orden Solifugae de la familia Daesiidae.

## Distribución geográfica
Se encuentra en Etiopía y el norte de África.

## Subespecies
- Biton velox dmitrievi
- Biton velox velox